# Festival de Instalación

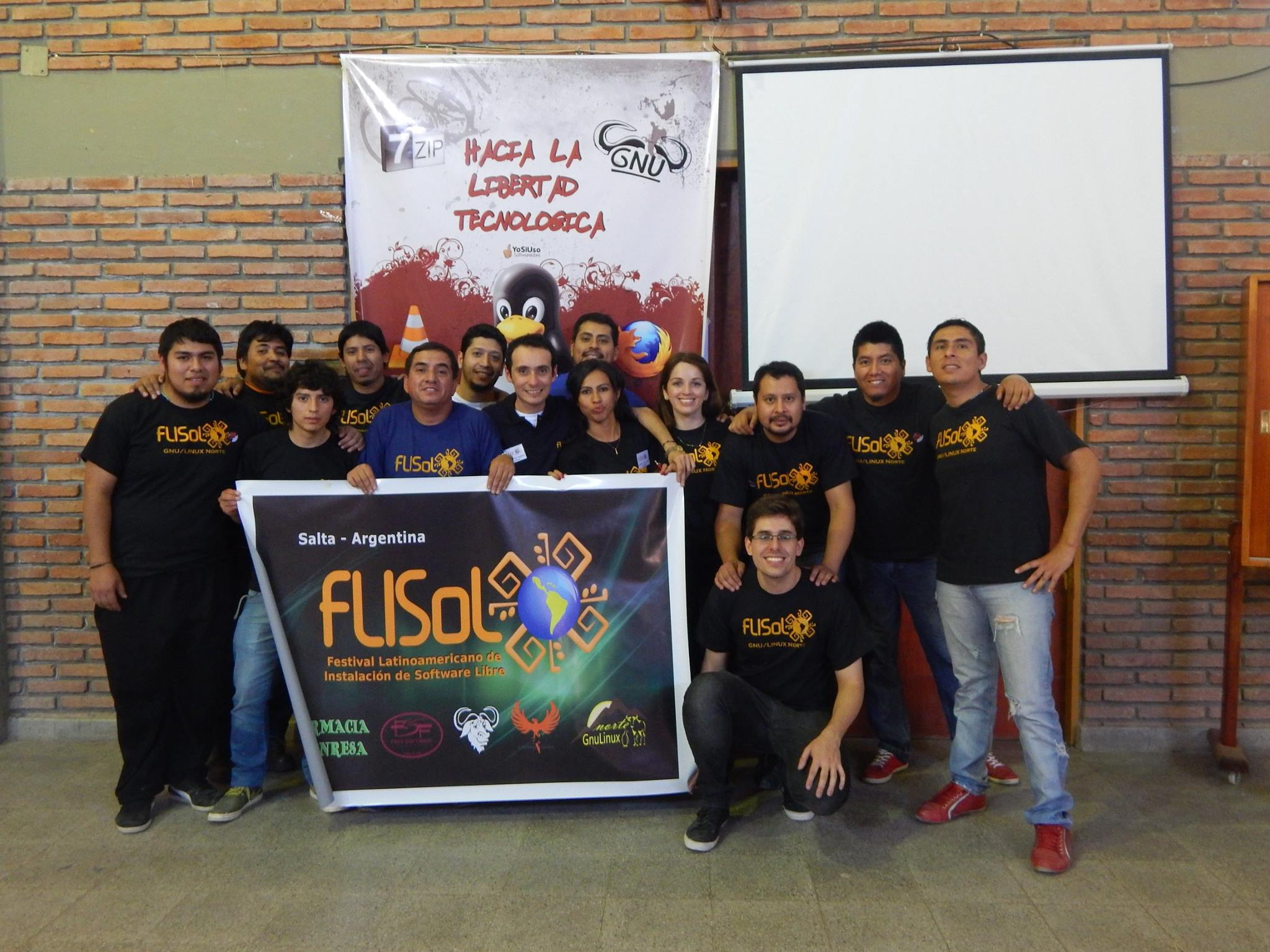
Organizadores y colaboradores del FLISoL 2016, sede itinerante de la ciudad de Salta, Argentina.

Un Festival de Instalación (en inglés: installfest, acrónimo de instalación y festival) es un evento, generalmente patrocinado por un grupo local de usuarios de Linux, una universidad o una fiesta LAN, en el que las personas se reúnen para realizar instalaciones masivas de sistemas operativos o software de computadora, a menudo Linux y otros software de código abierto.
Generalmente es un evento de promoción y desarrollo comunitario, donde los novatos llevan sus computadoras junto con los discos de instalación de su sistema operativo preferido a la ubicación del festival de instalación, y los usuarios experimentados les ayudan a comenzar y a solucionar problemas. A veces, los asistentes reciben una distribución de Linux y folletos informativos de forma gratuita. Algunos eventos solicitan a los participantes que traigan enchufes y conmutadores de red, si están disponibles.
Los festivales de instalación aceptan todos los niveles de habilidad, desde principiante hasta experto. Un installfest variará desde una reunión informal hasta festivales que involucran charlas u otras actividades de cultura libre. El tono y el alcance de un evento específico dependerán de la organización que lo patrocine. Ubuntu Global Jam incluye installfests. Instalaciones simultáneas en muchas ciudades latinoamericanas se coordinan anualmente a través de Festival Latinoamericano de Instalación de Software Libre (FLISOL).
Además de Linux, existen Festivales de instalación de otros tipos de sistemas operativos como algún BSD y demás software libre, e incluso para sistemas operativos que no son software libre.[cita requerida] Algunas veces, se proporcionan gratuitamente distribuciones del sistema operativo y folletos informativos.

## Objeciones
Si bien es muy loable la intención de acercar a la comunidad al software libre, Richard Stallman recomienda que quede bien claro si en dichos festivales estarán enseñando e instalando sistemas completamente en software libre y, si es el caso, contenga algún componente privativo se haga la advertencia de manera explícita a los usuarios y usuarias para que otorguen su consentimiento para ello.